# Jinja
Jinja  este un oraș  în  Uganda. Este reședinta  districtului Jinja.